# Corteconcepción
Corteconcepción is een gemeente in de Spaanse provincie Huelva in de regio Andalusië met een oppervlakte van 49,00 km². Corteconcepción telt 547 inwoners (1 januari 2016).

## Demografische ontwikkeling
Bron: INE, 1857-2011: volkstellingen